# The Mystery of the North Case
The Mystery of the North Case è un cortometraggio muto del 1917. Il nome del regista non viene riportato nei credit del film prodotto dalla Vitagraph.

## Produzione
Il film fu prodotto dalla Vitagraph Company of America.

## Distribuzione
Distribuito dalla General Film Company, il film - un cortometraggio in due bobine - uscì nelle sale cinematografiche statunitensi il 3 febbraio 1917.